# Petar Divić
Petar Divić (en serbe en écriture cyrillique : Петар Дивић) (né le 11 juillet 1975 à Pančevo en Yougoslavie aujourd'hui en Serbie) est un footballeur serbe, international yougoslave qui évoluait au poste d'attaquant.

## Biographie

### Carrière de club
Il commence sa carrière dans le club de sa ville natale le Dinamo Pančevo avant d'émigrer très jeune en Espagne pour évoluer en Segunda Division dans le club du CD Tolède. 
Après une saison espagnole non fructueuse, Petar rentre en Serbie pour jouer dans le club de la capitale le Rad Belgrade avant de partir jouer en division 1 yougoslave dans l'équipe de l'OFK Belgrade où il se révèle être un grand buteur, devenant même le meilleur buteur du championnat de Yougoslavie lors de la saison 2000–01. 
Après deux saisons passées ensuite en Bundesliga 2 tout d'abord à l'Union Berlin, puis à l'Eintracht Trèves, il retourne en Serbie en janvier 2005 pour évoluer au FC Smederevo.
À la fin de la saison, il retourne dans son club formateur du Dinamo Pančevo, qui évolue dans les divisions inférieures. 
En janvier 2008, il part tenter sa chance en Hongrie pour jouer au Vasas Budapest.

### Carrière internationale
Il a en tout joué deux fois avec l'équipe de Yougoslavie de football, et participe à sa première sélection le 28 juin 2001, lors de la Kirin Cup contre le Paraguay, et sa seconde le 4 juillet de la même année, lors d'un match en l'honneur de Dragan Stojković à Oita contre le Japon.

## Palmarès
- OFK Belgrade
  - Meilleur buteur du championnat de Yougoslavie en 2001